# Caesar (Schiff, 1898)
Die HMS Caesar war ein Einheitslinienschiff der Majestic-Klasse das in den 1890er Jahren für die Royal Navy gebaut wurde.

## Geschichte
Die Caesar benannt nach Julius Caesar. wurde am 25. März 1895 auf Kiel gelegt am 2. September 1896 vom Stapel gelassen und im Januar 1898 fertiggestellt. Das Schiff wurde am 13. Januar in Portsmouth für den Einsatz in der Mittelmeerflotte in Dienst gestellt. Bevor sie ins Mittelmeer auslief, wurde sie vorübergehend der Kanalflotte zugeteilt, um in den heimischen Gewässern Dienst zu tun. Im Mai 1898 verließ die Caesar das Vereinigte Königreich, um unter dem Kommando von Kapitän Edward Harpur Gamble ihren Dienst im Mittelmeer aufzunehmen. Im Februar 1900 besuchte sie Taormina auf Sizilien und wurde von 1900 bis 1901 auf Malta überholt. Am 21. Dezember 1901 wurde Kapitän George Callaghan als Nachfolger von Kapitän John Ferris zum Kommandanten ernannt. Sie beendete ihren Dienst im Mittelmeer im Oktober 1903 und lief am 6. Oktober 1903 in Portsmouth für eine Generalüberholung ein.
Am 2. Februar 1904 wurde sie zurück in Dienst gestellt, um ihr Schwesterschiff die Majestic als Flaggschiff der Kanalflotte, die im Zuge einer Umstrukturierung am 1. Januar 1905 in Atlantikflotte umbenannt wurde. Im März 1905 wurde sie von dieser Aufgabe entbunden und wurde zweites Flaggschiff der neuen Kanalflotte (die vor der Umstrukturierung die Heimatflotte gewesen war). Am 3. Juni 1905 kollidierte die Caesar vor Dungeness mit der Bark Afghanistan, wodurch diese sank und sie selbst erheblich beschädigt wurde; ihre Brückennocks wurden weggerissen und die Boote, Davits und Netzausleger auf ihrer Backbordseite schwer beschädigt. Die Caesar wurde in Devonport umgerüstet, um die Schäden zu beheben.
Im Dezember 1905 wurde die Caesar zum Flaggschiff des Konteradmirals der Heimatflotte ernannt. Im Februar 1907 wurde sie von dieser Aufgabe entbunden und zurück zur Atlantikflotte versetzt, um deren vorübergehendes Flaggschiff zu werden. In dieser Funktion diente sie bis Mai 1907. Am 27. Mai 1907 wurde die Caesar für den Dienst in der Devonport-Division der neuen Heimatflotte, die im Januar 1907 gegründet worden war, wieder in Dienst gestellt. Während dieses Dienstes wurde sie von 1907 bis 1908 in Devonport überholt. Im Mai 1909 wurde die Caesar in die Nore verlegt und diente vorübergehend als Flaggschiff des Vizeadmirals der 3. und 4. Division. Im April 1911 wurde sie nach Devonport verlegt, um in der 3. Division der Home Fleet zu dienen. Am 16. Januar 1911 wurde die Caesar bei Sheerness im Nebel von der Bark Excelsior gerammt, wobei sie keinen ernsthaften Schaden erlitt. Im März 1912 wurde die Caesar mit einer Kernmannschaft als Teil der 4. Division der Home Fleet in die Reserve versetzt.

### Erster Weltkrieg
Bei Ausbruch des Ersten Weltkriegs im August 1914 wurde die Caesar wieder voll in Dienst gestellt und dem 7. Kampfgeschwader der Kanalflotte zugeteilt, das mit der Verteidigung des Ärmelkanals beauftragt war. Während dieses Dienstes half sie beim Transport der Marinedivision von Plymouth nach Ostende, Belgien, und begleitete die Überfahrt der britischen Expeditionsstreitkräfte von England nach Frankreich im September 1914. Im Dezember 1914 wurde die Caesar vom 7. Kampfgeschwader abkommandiert und nach Gibraltar verlegt, um dort als Wachschiff und Kanonenschulschiff zu dienen. Im Juli 1915 wurde sie zur Station Nordamerika und Westindien verlegt, wo sie ebenfalls als Wach- und Geschützausbildungsschiff auf den Bermudas und auf Patrouillenfahrten im Atlantik eingesetzt wurde.
Ihr Dienst in der Nordamerika- und Westindien-Station endete im September 1918, als die Caesar die Andromache (den alten Kreuzer zweiter Klasse und ehemaligen Minenleger Latona) als Flaggschiff des Senior Naval Officer, British Adriatic Squadron, in Korfu ablöste, das letzte britische Pre-Dreadnought-Schlachtschiff, das als Flaggschiff diente. Im September 1918 ging die Caesar nach Malta, um als Depotschiff umgerüstet zu werden, wobei sie mit Reparaturwerkstätten und Freizeiteinrichtungen wie Erholungsräumen und Lesesälen ausgestattet wurde. Nach diesem Umbau nahm sie im Oktober 1918 in Moudros ihren Dienst als Depotschiff für das britische Ägäis-Geschwader auf. Im Januar 1919 wurde sie nach Port Said, Ägypten, verlegt, um dort als Depotschiff zu dienen. Im Juni 1919 durchquerte die Caesar die Dardanellen und wurde ins Schwarze Meer verlegt, wo sie als Depotschiff für die britischen Seestreitkräfte diente, die während der russischen Revolution gegen die Bolschewiki operierten. In diesem Dienst war sie das letzte britische Schlachtschiff, das in Übersee eingesetzt wurde. Die Caesar kehrte im März 1920 in das Vereinigte Königreich zurück, wurde am 23. April 1920 in Devonport abgemustert und auf die Abwrackliste gesetzt. Am 8. November 1921 wurde sie an ein britisches Unternehmen zum Abwracken verkauft, im Juli 1922 an ein deutsches Unternehmen weiterverkauft und von Devonport nach Deutschland geschleppt, um dort abgewrackt zu werden.

## Technik

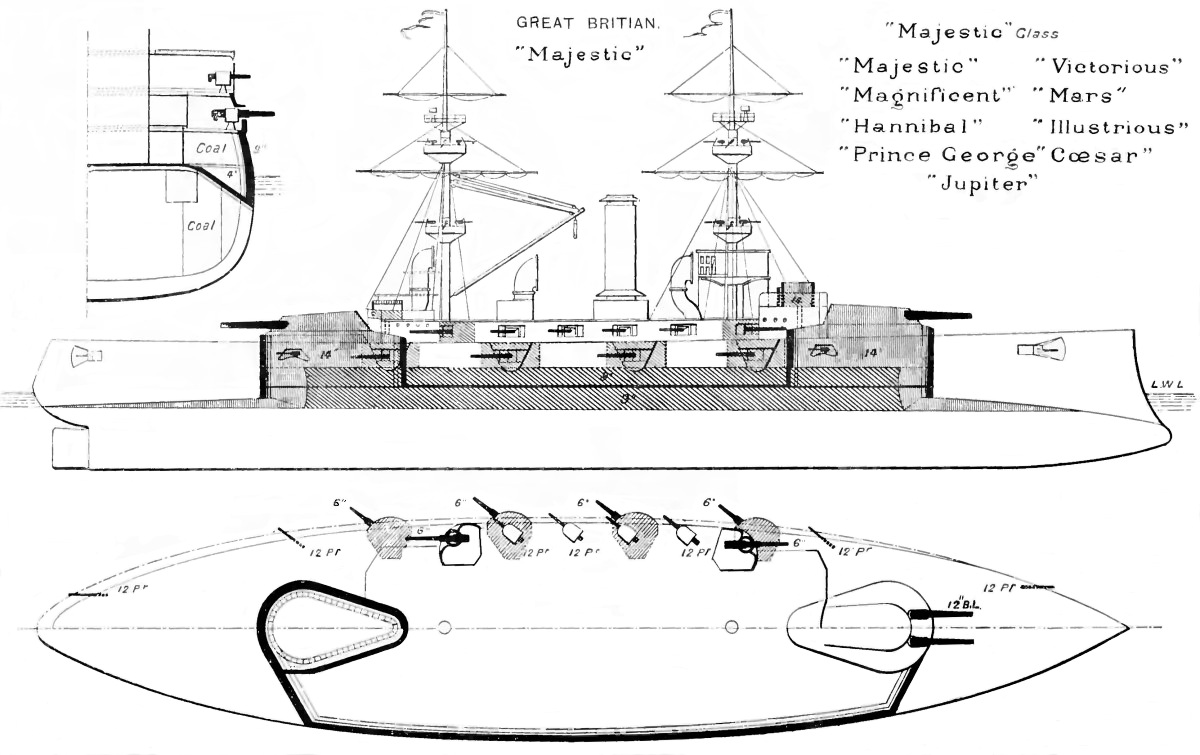
Seitenansicht und Aufriss der Majestic-Klasse in Brassey’s Naval Annual 1902

Die Caesar war insgesamt 128,32 m lang, hatte eine Breite von 22,86 m und einen Tiefgang von 8,23 m. Sie verdrängte bis zu 16.060 Tonnen.

### Antrieb
Die Caesar war mit zwei 3 Zyl.-Verbundampfmaschinen ausgestattet, die jeweils eine Welle antrieben und insgesamt 10.000 PS (7.500 kW) entwickelten, mit der sie eine Höchstgeschwindigkeit von 16 Knoten (30 km/h) erreichte. Der Dampf wurde von acht Großwasserraumkesseln geliefert. Das Schiff konnte maximal 1.900 t Kohle mitführen, was ihr bei 10 Knoten (19 km/h) eine Reichweite von 7000 Seemeilen (12964 km) ermöglichte. Die Besatzung des Schiffes bestand aus 672 Offizieren und Mannschaft.

### Bewaffnung
Die Hauptbewaffnung bestand aus vier 30,5-cm-Hinterladerkanonen in zwei Geschütztürmen, einer vorn und einer achtern. Die Geschütztürme waren auf kreisförmigen Barbetten angebracht, im Gegensatz zu sechs ihrer Schwestern, die ihre früheren birnenförmigen Barbetten beibehielten. Die Sekundärbewaffnung bestand aus zwölf 15,2-cm-Geschützen mit 40 Kaliberlängen. Sie waren in Kasematten in zwei Geschützdecks mittschiffs untergebracht. Außerdem trug sie sechzehn 7,6-cm-L/50- und zwölf 4,7-cm-L/40-Kanonen zur Verteidigung gegen Torpedoboote. Darüber hinaus war sie mit fünf 45,7-cm-Torpedorohren ausgestattet, von denen vier auf der Breitseite im Schiffsrumpf eingelassen waren und das fünfte sich in einer auf dem Deck montierten Abschussvorrichtung am Heck befand.

### Panzerung
Der Panzergürtel der Caesar bestand aus 229 mm Harvey-Stahl. Er erstreckte sich über eine Länge von 67 m entlang des Rumpfes und bedeckte die Seite des Schiffes bis 1,68 m oberhalb und 2,90 m unterhalb der Wasserlinie. Der Gürtel war über die Barbetten durch ein 356 mm dickes Querschott vorn und ein 304 mm dickes Schott achtern verbunden. Das gepanzerte Deck, das sich zum Bug und zum Heck hin auf 64 mm reduzierte, war in der Mitte 76 mm dick und hatte 102 mm dicke, abgeschrägte Seiten, die an die Unterkante der Gürtelpanzerung anschlossen. Diese Anordnung sorgte dafür, dass jede Granate, die den Gürtel durchschlug, auch das Deck durchdringen musste, bevor sie die Hauptteile des Schiffes erreichen konnte. Die Barbetten waren oberhalb des gepanzerten Decks mit 355 mm Panzerung geschützt und unterhalb mit 178 mm. Die Geschütztürme der 30,5-cm-Geschütze waren an der Front 254 mm und an den Seiten 140 mm dick. Auf der Rückseite hatte die Panzerung 100 mm und auf dem Dach eine Stärke von 50 mm. Die Kasematten der 15,2-cm-Geschütze waren an der Front 152 mm und an den Seiten 50 mm. Das hintere Torpedorohr war mit einem 152 dicken Mantel abgedeckt. Der vordere Kommandoturm war vorne und an den Seiten mit 355 mm und auf der Rückseite mit 254 mm Panzerplatten geschützt. Der hintere Kommandoturm war rundherum mit 76 mm Panzerung versehen.